# Sporotrichum laetum
Sporotrichum laetum är en svampart som beskrevs av Link 1818. Sporotrichum laetum ingår i släktet Sporotrichum och familjen Fomitopsidaceae.   Inga underarter finns listade i Catalogue of Life.